# (5713) 1982 FF3
(5713) 1982 FF3 es un asteroide perteneciente al cinturón de asteroides descubierto el 21 de marzo de 1982 por Henri Debehogne desde el Observatorio de La Silla, Chile.

## Designación y nombre
Designado provisionalmente como 1982 FF3.

## Características orbitales
1982 FF3 está situado a una distancia media del Sol de 2,215 ua, pudiendo alejarse hasta 2,480 ua y acercarse hasta 1,950 ua. Su excentricidad es 0,119 y la inclinación orbital 1,643 grados. Emplea 1204,45 días en completar una órbita alrededor del Sol.

## Características físicas
La magnitud absoluta de 1982 FF3 es 13,7. Tiene 3,942 km de diámetro y su albedo se estima en 0,54. 